# Championnat du Costa Rica de football 2005-2006
Navigation
Saison précédente Saison suivante
La Primera División 2005-2006 est la quatre-vingt-quatrième édition de la première division costaricienne.
Lors de ce tournoi, le LD Alajuelense a tenté de conserver son titre de champion du Costa Rica face aux onze meilleurs clubs costariciens.
La saison était divisée en deux tournois tournoi, l'Apertura et le Clausura, le Deportivo Saprissa ayant remporté les deux tournois, il a été sacré champion sans disputer la finale du championnat.
Lors de chaque tournoi, chacun des douze clubs participants était confronté deux fois aux cinq autres équipes de son groupe et une fois aux six équipes de l'autre groupe. Puis les meilleurs s'affrontaient lors d'une phase finale.
Trois places étaient qualificatives pour la Copa Interclubes UNCAF.

## Les 12 clubs participants
| \| / LD Alajuelense I Brujas Escazu AD Carmelita CS Cartagines CS Herediano AD Municipal Liberia Municipal Pérez Zeledon Puntarenas FC AD Ramonense Santacruceña SD Santos ——Deportivo Saprissa \| Localisation des clubs engagés dans le championnat. |
| / LD Alajuelense I Brujas Escazu AD Carmelita CS Cartagines CS Herediano AD Municipal Liberia Municipal Pérez Zeledon Puntarenas FC AD Ramonense Santacruceña SD Santos ——Deportivo Saprissa                                                           |

| Club                    | Stade                                   | Capacité | Ville                  |
| LD Alajuelense          | Stade Alejandro Morera Soto             | 17 900   | Alajuela               |
| Brujas Escazu           | Stade national du Costa Rica            | 5 500    | Desamparados           |
| AD Carmelita            | Stade Carlos Alvarado                   | 3 000    | Santa Bárbara          |
| CS Cartagines           | Stade José Rafael Fello Meza Ivankovich | 13 500   | Cartago                |
| CS Herediano            | Stade Eladio Rosabal Cordero            | 8 100    | Heredia                |
| AD Municipal Liberia    | Stade Edgardo Baltodano Briceño         | 6 500    | Liberia                |
| Municipal Pérez Zeledon | Stade Municipal Pérez Zeledón           | 6 000    | San Isidro del General |
| Puntarenas FC           | Stade Lito Pérez                        | 4 100    | Puntarenas             |
| AD Ramonense            | Stade Carlos Roldan                     | 5 000    | San Ramón              |
| Santacruceña            | Stade Cacique Diriá                     | 1 500    | Santa Cruz             |
| SD Santos               | Stade Ebal Rodríguez                    | 3 000    | Guápiles               |
| Deportivo Saprissa      | Stade Ricardo Saprissa                  | 23 100   | San José               |

## Tournoi Apertura
Le tournoi Apertura s'est déroulé de la même façon que les tournois saisonniers précédents, en deux phases :
- La phase de qualification : les seize journées de championnat.
- La phase finale : les matchs aller-retour allant des demi-finales à la finale.

### Phase de qualification
Lors de la phase de qualification les douze équipes affrontent à deux reprises les équipes de leur groupe et une fois les équipes de l'autre groupe selon un calendrier tiré aléatoirement.
Les équipes sont divisées en deux groupes de six, les deux meilleures équipes de chaque groupe sont directement qualifiées pour les demi-finales.
Le classement est établi sur le barème de points classique (victoire à 3 points, match nul à 1, défaite à 0).
Le départage final se fait selon les critères suivants :
- Le nombre de points.
- La différence de buts générale.
- La différence de buts particulière.
- Le nombre de buts marqué.

#### Classement
| Rang | Équipe               | Pts | J  | G | N | P  | Bp | Bc | Diff |
| ---- | -------------------- | --- | -- | - | - | -- | -- | -- | ---- |
| 1    | LD Alajuelense (T)   | 32  | 16 | 9 | 5 | 2  | 29 | 9  | +20  |
| 2    | Puntarenas FC        | 28  | 16 | 8 | 4 | 4  | 23 | 15 | +8   |
| 3    | CS Herediano         | 28  | 16 | 8 | 4 | 4  | 23 | 16 | +7   |
| 4    | Santacruceña (P)     | 20  | 16 | 6 | 2 | 8  | 17 | 19 | -2   |
| 5    | AD Municipal Liberia | 8   | 16 | 2 | 2 | 12 | 9  | 33 | -24  |
| 6    | AD Ramonense         | 3   | 16 | 0 | 3 | 13 | 7  | 32 | -25  |

| Rang | Équipe                  | Pts | J  | G  | N | P  | Bp | Bc | Diff |
| ---- | ----------------------- | --- | -- | -- | - | -- | -- | -- | ---- |
| 1    | Deportivo Saprissa      | 37  | 16 | 11 | 4 | 1  | 28 | 12 | +16  |
| 2    | Municipal Pérez Zeledon | 26  | 16 | 7  | 5 | 4  | 21 | 18 | +3   |
| 3    | CS Cartagines           | 25  | 16 | 7  | 4 | 5  | 30 | 22 | +8   |
| 4    | Brujas Escazu           | 25  | 16 | 6  | 7 | 3  | 16 | 12 | +4   |
| 5    | SD Santos               | 21  | 16 | 5  | 6 | 5  | 22 | 23 | -1   |
| 6    | AD Carmelita            | 10  | 16 | 2  | 4 | 10 | 11 | 25 | -14  |

| Légende : Qualifications et relégations | Légende : Qualifications et relégations                  |
| --------------------------------------- | -------------------------------------------------------- |
|                                         | Qualifié pour les demi-finales                           |
|                                         | (T) : Tenant du titre (P) : Promu de la saison 2004-2005 |

#### Matchs
| Résultats (▼dom., ►ext.)                                   | Alaj | Bruj | Carm | Cart | Here | Águi | Muni | Punt | Ramo | Sanc | Sant | Sapr |
| LD Alajuelense                                             |      |      |      |      | 4-0  | 4-0  | 1-0  | 1-0  | 2-0  | 0-0  | 0-0  | 1-1  |
| Brujas Escazu                                              | 0-0  |      | 1-0  | 1-2  | 0-0  | 0-1  | 1-0  |      |      | 1-0  | 2-2  | 0-1  |
| AD Carmelita                                               | 1-1  | 1-1  |      | 0-3  |      |      | 1-1  |      | 2-1  |      | 1-2  | 0-2  |
| CS Cartagines                                              | 3-2  | 1-2  | 4-2  |      |      | 5-1  | 0-1  | 1-3  |      | 1-0  | 3-1  | 0-1  |
| CS Herediano                                               | 1-2  |      | 1-0  | 3-2  |      | 2-1  | 4-0  | 1-1  | 2-0  | 3-2  |      | 0-1  |
| AD Municipal Liberia                                       | 2-5  |      | 0-1  |      | 0-1  |      |      | 1-1  | 0-0  | 0-2  |      | 0-1  |
| Municipal Pérez Zeledon                                    |      | 1-1  | 2-1  | 2-2  |      | 4-1  |      | 1-0  | 3-0  |      | 2-0  | 1-1  |
| Puntarenas FC                                              | 1-0  | 0-0  | 1-0  |      | 1-1  | 3-1  |      |      | 4-1  | 2-1  |      |      |
| AD Ramonense                                               | 0-3  | 0-2  |      | 0-0  | 0-3  | 0-1  |      | 2-3  |      | 2-2  | 1-2  |      |
| Santacruceña                                               | 0-3  |      | 2-0  |      | 1-0  | 1-0  | 1-2  | 0-1  | 1-0  |      |      | 1-2  |
| SD Santos                                                  |      | 0-0  | 2-0  | 2-2  | 1-1  | 3-0  | 1-1  | 2-1  |      | 2-3  |      | 2-3  |
| Deportivo Saprissa                                         |      | 3-4  | 1-1  | 1-1  |      |      | 3-0  | 2-1  | 2-0  |      | 3-0  |      |
| - Victoire à domicile - Match nul - Victoire à l'extérieur |      |      |      |      |      |      |      |      |      |      |      |      |

### La Phase Finale
Les quatre équipes qualifiées sont réparties dans le tableau final d'après leur classement général.
En cas d'égalité sur la somme des deux matchs, des prolongations puis une séance de tirs au but ont lieu.

#### Tableau
|  |                         |            |                    |            |            |                         |      |        |        |        |        |        |
|  | 1/2 finale              | 1/2 finale | 1/2 finale         | 1/2 finale | 1/2 finale |                         |      | Finale | Finale | Finale | Finale | Finale |
|  |                         |            |                    |            |            |                         |      |        |        |        |        |        |
|  |                         |            |                    |            |            |                         |      |        |        |        |        |        |
|  | LD Alajuelense          | (A1)       | 0                  | 1          | 0(4)       |                         |      |        |        |        |        |        |
|  | LD Alajuelense          | (A1)       | 0                  | 1          | 0(4)       |                         |      |        |        |        |        |        |
|  | Municipal Pérez Zeledon | (B2)       | 1                  | 0          | 0(5)       |                         |      |        |        |        |        |        |
|  | Municipal Pérez Zeledon | (B2)       | 1                  | 0          | 0(5)       | Municipal Pérez Zeledon | (B2) | 1      | 1      | 0(2)   |        |        |
|  |                         |            |                    |            |            | Municipal Pérez Zeledon | (B2) | 1      | 1      | 0(2)   |        |        |
|  |                         |            | Deportivo Saprissa | (B1)       | 1          | 1                       | 0(4) |        |        |        |        |        |
|  | Deportivo Saprissa      | (B1)       | Deportivo Saprissa | (B1)       | 1          | 1                       | 0(4) | 0      | 4      |        |        |        |
|  | Deportivo Saprissa      | (B1)       |                    |            |            |                         |      | 0      | 4      |        |        |        |
|  | Puntarenas FC           | (A2)       | 2                  | 1          |            |                         |      |        |        |        |        |        |
|  | Puntarenas FC           | (A2)       | 2                  | 1          |            |                         |      |        |        |        |        |        |

#### Demi-finales
| Club               | Aller | Retour | Club                    | Commentaire       |
| LD Alajuelense     | 0-1   | 1-0    | Municipal Pérez Zeledon | Tirs au but : 4-5 |
| Deportivo Saprissa | 0-2   | 4-1    | Puntarenas FC           |                   |

#### Finale
| Match aller | Municipal Pérez Zeledon | 1:1   | Deportivo Saprissa  | Stade Municipal Pérez Zeledón |  |
| 28 décembre | Bill González 69e       | (0:1) | Gerald Drummond 40e |                               |  |

| Match retour | Deportivo Saprissa                                                              | 1:1             | Municipal Pérez Zeledon                                            | Stade Ricardo Saprissa |  |
| 31 décembre  | Ronald Gómez 90e                                                                | (0:1)           | Kenny Cunnhingan 24e                                               |                        |  |
| 31 décembre  | Walter Centeno · Reynaldo Parks · Rándall Azofeifa · Try Bennett · Ronald Gómez | Tirs au but 4:2 | Freddy Fernández · Ricardo Steer · Alexánder Calvo · Bill González |                        |  |

## Tournoi Clausura
Le tournoi Clausura s'est déroulé de la même façon que les tournois saisonniers précédents, en deux phases :
- La phase de qualification : les seize journées de championnat.
- La phase finale : les matchs aller-retour allant des demi-finales à la finale.

### Phase de qualification
Lors de la phase de qualification les douze équipes affrontent à deux reprises les équipes de leur groupe et à une reprise les équipes de l'autre groupe selon un calendrier tiré aléatoirement.
Les équipes sont divisées en deux groupes de six, les deux meilleures équipes de chaque groupe sont directement qualifiées pour les demi-finales.
Le classement est établi sur le barème de points classique (victoire à 3 points, match nul à 1, défaite à 0).
Le départage final se fait selon les critères suivants :
- Le nombre de points.
- La différence de buts générale.
- La différence de buts particulière.
- Le nombre de buts marqué.

#### Classement
| Rang | Équipe               | Pts | J  | G  | N | P  | Bp | Bc | Diff |
| ---- | -------------------- | --- | -- | -- | - | -- | -- | -- | ---- |
| 1    | Puntarenas FC        | 37  | 16 | 11 | 4 | 1  | 29 | 12 | +17  |
| 2    | Deportivo Saprissa   | 33  | 16 | 10 | 3 | 3  | 22 | 16 | +6   |
| 3    | AD Municipal Liberia | 32  | 16 | 10 | 2 | 4  | 28 | 18 | +10  |
| 4    | CS Herediano         | 23  | 16 | 7  | 2 | 7  | 19 | 18 | +1   |
| 5    | AD Ramonense         | 19  | 16 | 6  | 1 | 9  | 16 | 19 | -3   |
| 6    | Santacruceña (P)     | 7   | 16 | 2  | 1 | 13 | 9  | 29 | -20  |

| Rang | Équipe                  | Pts | J  | G | N | P | Bp | Bc | Diff |
| ---- | ----------------------- | --- | -- | - | - | - | -- | -- | ---- |
| 1    | Brujas Escazu           | 24  | 16 | 7 | 3 | 6 | 19 | 17 | +2   |
| 2    | LD Alajuelense (T)      | 23  | 16 | 7 | 2 | 7 | 20 | 15 | +5   |
| 3    | Municipal Pérez Zeledon | 22  | 16 | 6 | 4 | 6 | 20 | 16 | +4   |
| 4    | AD Carmelita            | 19  | 16 | 5 | 4 | 7 | 18 | 19 | -1   |
| 5    | CS Cartagines           | 17  | 16 | 4 | 5 | 7 | 15 | 22 | -7   |
| 6    | SD Santos               | 15  | 16 | 4 | 3 | 9 | 15 | 29 | -14  |

| Légende : Qualifications et relégations | Légende : Qualifications et relégations                  |
| --------------------------------------- | -------------------------------------------------------- |
|                                         | Qualifié pour les demi-finales                           |
|                                         | (T) : Tenant du titre (P) : Promu de la saison 2004-2005 |

#### Matchs
| Résultats (▼dom., ►ext.)                                   | Alaj | Bruj | Carm | Cart | Here | Águi | Muni | Punt | Ramo | Sanc | Sant | Sapr |
| LD Alajuelense                                             |      | 1-3  | 2-1  | 2-1  | 1-0  | 1-2  | 3-0  |      |      | 1-0  | 3-0  |      |
| Brujas Escazu                                              | 2-1  |      | 0-0  | 1-1  |      |      | 1-0  | 1-1  | 0-1  |      | 0-1  |      |
| AD Carmelita                                               | 0-3  | 2-0  |      | 1-1  | 1-2  | 2-0  | 0-1  | 1-2  |      | 1-0  | 5-2  |      |
| CS Cartagines                                              | 1-0  | 0-1  | 2-1  |      | 0-2  |      | 2-0  |      | 2-1  |      | 0-0  |      |
| CS Herediano                                               |      | 1-0  |      |      |      | 2-0  |      | 2-2  | 1-0  | 2-0  | 2-0  | 0-1  |
| AD Municipal Liberia                                       |      | 5-3  |      | 1-1  | 4-1  |      | 2-1  | 0-1  | 1-0  | 3-0  | 2-1  | 2-1  |
| Municipal Pérez Zeledon                                    | 1-1  | 0-1  | 1-1  | 2-0  | 2-1  |      |      |      |      | 5-0  | 3-0  | 2-1  |
| Puntarenas FC                                              | 1-0  |      |      | 3-0  | 2-1  | 2-2  | 2-1  |      | 2-1  | 3-0  | 3-1  | 3-0  |
| AD Ramonense                                               | 1-0  |      | 0-1  |      | 3-2  | 0-2  | 1-1  | 0-1  |      | 3-1  |      | 0-1  |
| Santacruceña                                               |      | 1-2  |      | 2-0  | 2-0  | 1-2  |      | 0-0  | 0-1  |      | 0-2  | 1-2  |
| SD Santos                                                  | 2-1  | 0-4  | 2-0  | 2-2  |      |      | 0-0  |      | 1-2  |      |      | 1-2  |
| Deportivo Saprissa                                         | 0-0  | 2-0  | 1-1  | 3-2  | 0-0  | 1-0  |      | 2-1  | 3-2  | 2-1  |      |      |
| - Victoire à domicile - Match nul - Victoire à l'extérieur |      |      |      |      |      |      |      |      |      |      |      |      |

### La Phase Finale
Les quatre équipes qualifiées sont réparties dans le tableau final d'après leur classement général.
En cas d'égalité sur la somme des deux matchs, des prolongations puis une séance de tirs au but ont lieu.

#### Tableau
|  |                    |            |                    |            |                |      |   |        |        |        |        |        |
|  | 1/2 finale         | 1/2 finale | 1/2 finale         | 1/2 finale | 1/2 finale     |      |   | Finale | Finale | Finale | Finale | Finale |
|  |                    |            |                    |            |                |      |   |        |        |        |        |        |
|  |                    |            |                    |            |                |      |   |        |        |        |        |        |
|  | Puntarenas FC      | (A1)       | 0                  | 1          |                |      |   |        |        |        |        |        |
|  | Puntarenas FC      | (A1)       | 0                  | 1          |                |      |   |        |        |        |        |        |
|  | LD Alajuelense     | (B2)       | 2                  | 1          |                |      |   |        |        |        |        |        |
|  | LD Alajuelense     | (B2)       | 2                  | 1          | LD Alajuelense | (B2) | 1 | 1      |        |        |        |        |
|  |                    |            |                    |            |                | (B2) | 1 | 1      |        |        |        |        |
|  |                    |            | Deportivo Saprissa | (A2)       | 1              | 2    |   |        |        |        |        |        |
|  | Brujas Escazu      | (B1)       | Deportivo Saprissa | (A2)       | 1              | 2    | 0 | 1      |        |        |        |        |
|  | Brujas Escazu      | (B1)       |                    |            |                |      | 0 | 1      |        |        |        |        |
|  | Deportivo Saprissa | (A2)       | 1                  | 2          |                |      |   |        |        |        |        |        |
|  | Deportivo Saprissa | (A2)       | 1                  | 2          |                |      |   |        |        |        |        |        |

#### Demi-finales
| Club          | Aller | Retour | Club               | Commentaire |
| Puntarenas FC | 0-2   | 1-1    | LD Alajuelense     |             |
| Brujas Escazu | 0-1   | 1-2    | Deportivo Saprissa |             |

#### Finale
| Match aller | LD Alajuelense      | 1:1   | Deportivo Saprissa | Stade Alejandro Morera Soto |  |
| 17 avril    | Rolando Fonseca 56e | (0:0) | Álvaro Saborío 86e |                             |  |

| Match retour | Deportivo Saprissa                     | 2:1   | LD Alajuelense       | Stade Ricardo Saprissa |  |
| 23 avril     | Walter Centeno 8e · Walter Centeno 42e | (2:1) | Carlos Hernández 19e |                        |  |

## Classement cumulatif
| Rang | Équipe                  | Pts | J  | G  | N  | P  | Bp | Bc | Diff |
| ---- | ----------------------- | --- | -- | -- | -- | -- | -- | -- | ---- |
| 1    | Deportivo Saprissa (C)  | 70  | 32 | 21 | 7  | 4  | 50 | 28 | +22  |
| 2    | Puntarenas FC           | 65  | 32 | 19 | 8  | 5  | 52 | 27 | +25  |
| 3    | LD Alajuelense (T)      | 55  | 32 | 16 | 7  | 9  | 49 | 24 | +25  |
| 4    | CS Herediano            | 51  | 32 | 15 | 6  | 11 | 42 | 34 | +8   |
| 5    | Brujas Escazu           | 49  | 32 | 13 | 10 | 9  | 35 | 29 | +6   |
| 6    | Municipal Pérez Zeledon | 48  | 32 | 13 | 9  | 10 | 41 | 34 | +7   |
| 7    | CS Cartagines           | 42  | 32 | 11 | 9  | 12 | 45 | 44 | +1   |
| 8    | AD Municipal Liberia    | 40  | 32 | 12 | 4  | 16 | 37 | 51 | -14  |
| 9    | SD Santos               | 36  | 32 | 9  | 9  | 14 | 37 | 52 | -15  |
| 10   | AD Carmelita            | 29  | 32 | 7  | 8  | 17 | 29 | 44 | -15  |
| 11   | Santacruceña (P)        | 27  | 32 | 8  | 3  | 21 | 26 | 48 | -22  |
| 12   | AD Ramonense            | 22  | 32 | 6  | 4  | 22 | 23 | 51 | -28  |

| Légende : Qualifications et relégations | Légende : Qualifications et relégations                                                                 |
| --------------------------------------- | --- |
|                                         | Copa Interclubes UNCAF 2006 (en) (1er Tour)                                                             |
|                                         | Relégué en Segunda División                                                                             |
|                                         | (C) : Vainqueur des deux tournois de la saison (T) : Tenant du titre (P) : Promu de la saison 2004-2005 |

## Finale du championnat
Le Deportivo Saprissa ayant remporté les deux tournois saisonniers, la finale du championnat n'a pas été jouée.

## Bilan du tournoi
| Tableau d'Honneur |                    |
| Compétition       | Vainqueur          |
| Primera División  | Deportivo Saprissa |

| Qualifications continentales 2005-2006 |                                                 |
| Copa Interclubes UNCAF                 | Qualifiés                                       |
| Premier Tour (en)                      | Deportivo Saprissa Puntarenas FC LD Alajuelense |

| Promotions et relégations   |               |
| Relégué en Segunda División | AD Ramonense  |
| Promu de Segunda División   | AD San Carlos |

Final Asscceo 2005/06
AD Romonese   1-1 AD San Carlos 
AD San Carlos 2-3 AD Romonese